# Dario Deidda
Dario Deidda (Salerno, 1º marzo 1968) è un bassista e contrabbassista italiano di musica jazz.

## Biografia
Proveniente da una famiglia di musicisti, a sei anni inizia a studiare pianoforte insieme al padre e ai fratelli per poi appassionarsi alla batteria ed infine al basso elettrico. A tredici anni si iscrive al Conservatorio Giuseppe Martucci di Salerno al corso di contrabbasso classico dove al giorno d'oggi è docente.
Dopo aver conseguito il diploma svolge alcune attività in studio di registrazione collaborando con Sonora Art Quartet, con il progetto Deidda Brothers, la Salerno Liberty Cirty Band, il Trycicle, i Cuban Stories (assieme al fratello Alfonso) e al fianco del percussionista Ernesttico Rodriguez. Altre band in cui suona sono i “Pure Funk Live” di Gegè Telesforo e nei tour in Italia con Carl Anderson.
Il genere musicale che predilige è il jazz, si avvicina però anche ad altri generi più popolari che lo portano a suonare tra gli altri anche con Pino Daniele nel 1999 e con Fiorella Mannoia dal 2003 al 2007. Attualmente, oltre a progetti solisti, si esibisce con il Kurt Rosenwinkel Standars Trio e Quintet, insieme al chitarrista Mark Turner e al batterista Marcus Gilmore.
Grazie anche alla vittoria per otto volte consecutive del riconoscimento come miglior bassista italiano al Jazzit Award, è considerato uno dei migliori bassisti italiani nel mondo.